# Kurt Schild
Kurt Schild (Seitenroda, 21 april 1905 – 29 juli 1985) was een Duits componist en dirigent.

## Levensloop
Schild studeerde van 1925 tot 1928 aan de Felix Mendelssohnschool voor muziek en theater in Leipzig onder andere bij Kurt Thomas, Günter Raphael, Max Hochkofler, Oskar Braun en Alfred Baresel.
Aansluitend werkte hij als kapelmeester aan verschillende theaters. Van 1956 tot 1962 was hij 1e kapelmeester aan het stedelijk theater in Pforzheim. Sinds 1962 dirigeerde hij verschillende harmonieorkesten, onder andere van 1956 tot 1985 de Musikverein Mühlacker e.V..
Als componist schreef hij werken voor harmonieorkest.

## Composities

### Werken voor harmonieorkest
- Holiday, ouverture
- Morgenritt, ouverture
- Türkischer Tanz
- Ukrainische Tanz